# Преппи

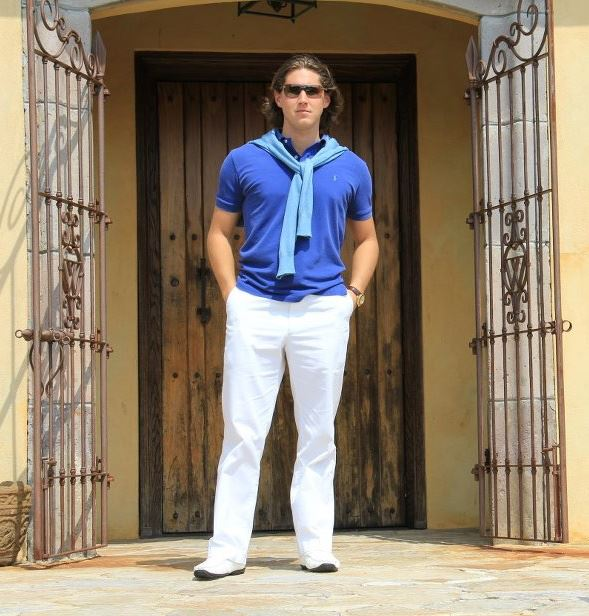
Пример стиля преппи на мужчине

Преппи (от англ. preparatory — подготовительный) — это стиль в одежде, произошедший от формы учащихся «college preparatory schools» — престижных частных школ, готовящих к поступлению в элитные высшие учебные заведения. Стиль преппи характеризуется смесью делового стиля и smart casual и подразумевает опрятность, элитность и удобство.

## Происхождение

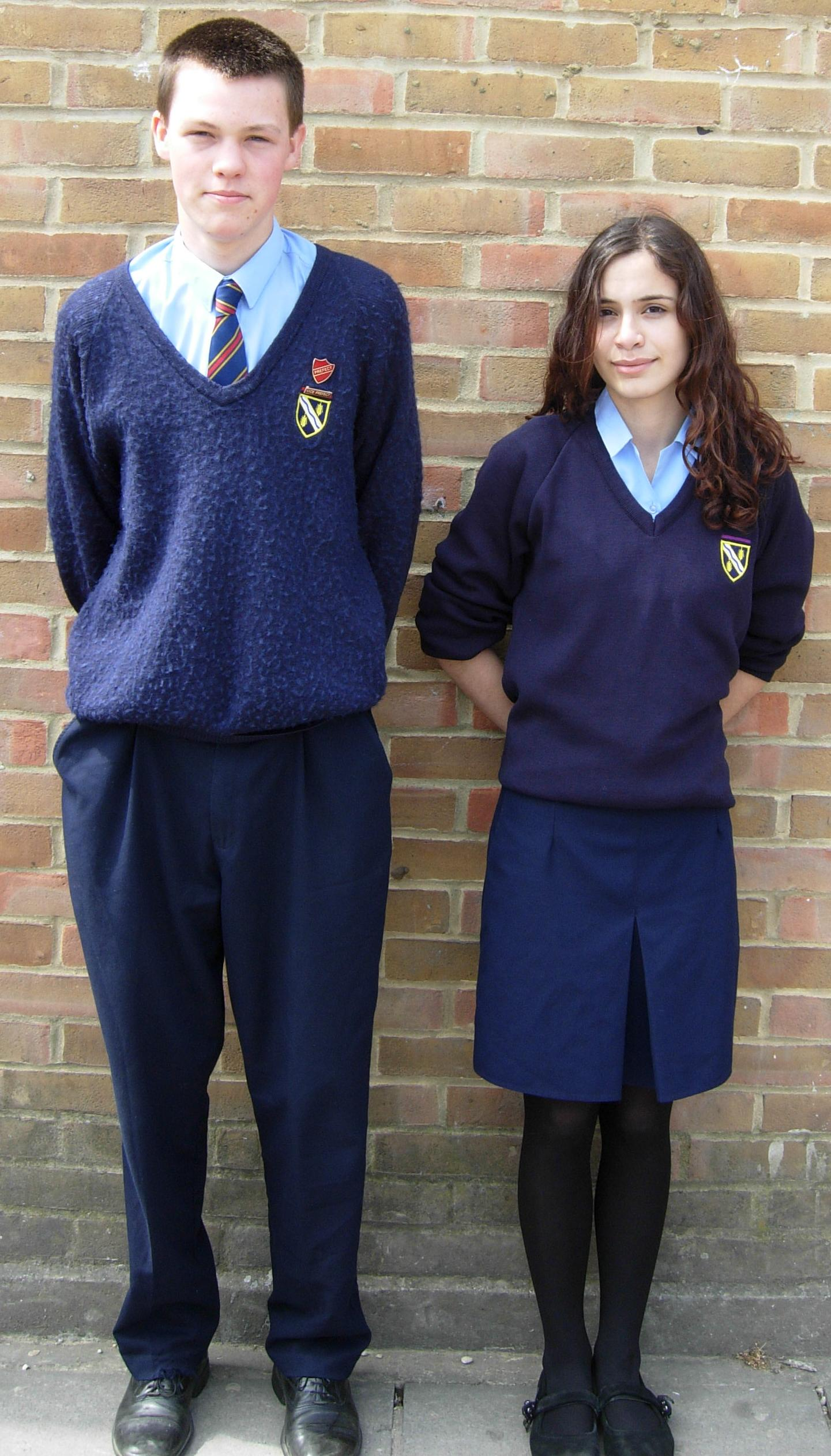
Ученики английского колледжа в школьной униформе

Стиль преппи зародился в Америке в конце 1940-х годов. Тогда преппи был некой субкультурой, объединявшей учеников школ для «золотой молодёжи». Подростки вели определённый стиль жизни, обладали особыми манерами, лексиконом, были образованы, воспитаны, вежливы, нацелены на успех, выглядели аккуратно и опрятно. Они носили обязательную школьную форму и спортивную униформу для тенниса, лакросса и гольфа. Именно это и стало основой стиля преппи.

## Черты стиля
Типичными составляющими стиля являются:
- Цвета: глубокий синий, красный, ярко-жёлтый, песочный, серый, белый, хаки, бежевый. Возможно их сочетание с пастельными тонами.
- Принты: клетка, ромб, полоска и совмещение этих принтов.
- Ткани: твид, хлопок, шерсть, кашемир, вискоза, мохер.
- Гардероб: юбка-карандаш, юбка-плиссе, юбка и платье А-силуэта; клубный пиджак, вязаный жилет, джемпер, пуловер, блейзер, свитшот, кардиган; тренч, пальто; блузка рубашечного кроя, оксфордская рубашка, рубашка-поло, футболка-поло; брюки классического кроя, брюки-бананы, скинни, шорты из плотного материала. В качестве украшения одежды используются нашивки с изображениями логотипов университетов и колледжей.
- Обувь: мокасины, лоферы, балетки, оксфорды, дерби, броги, топ-сайдеры, туфли на невысоком каблуке.
- Сумки: сэтчел, рюкзак, почтальонка, пошет, тоут, уикендер, клатч, портфель.
- Головные уборы: клош, берет, трилби, тирольская шляпа, федора[2].
- Причёска: волосы должны быть идеально чистыми, блестящими, выглядеть здоровыми, а причёска естественной и аккуратной. Никаких экзотических цветов для волос. В качестве принадлежностей подходят простые зажимы и ободки (могут быть яркими).

## Развитие

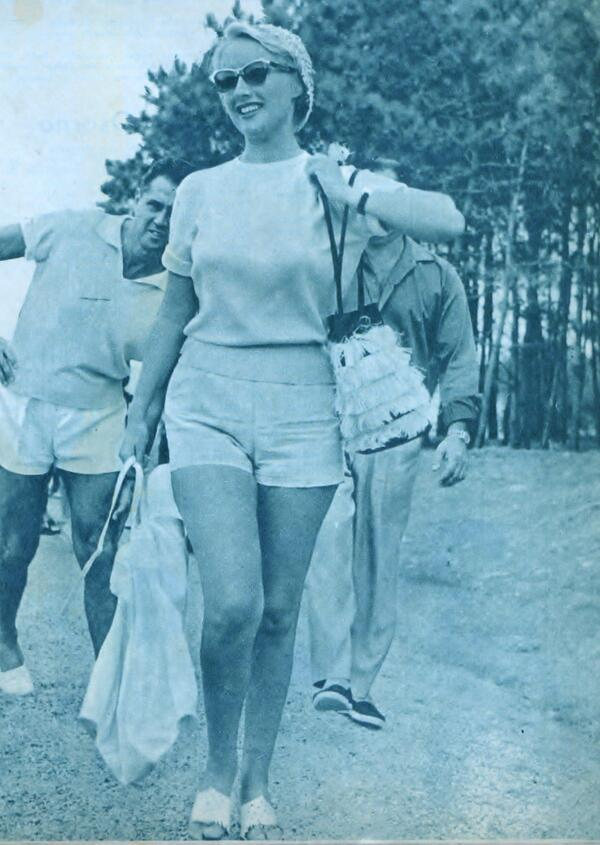
Мирта Легран в 1960-х годах

В начале 1960-х годов братья Гант запустили линию одежды Yale Co-Op для студентов и преподавателей Йельского университета. В данной линии под брендом Gant Shirtmakers (в настоящее время Gant) производились мужские рубашки, жилеты, рубашки-поло, обувь, брюки, свитера, выполненные в сдержанных цветах.
На пике популярности стиль преппи был в 1980-е годы. Тогда на смену формы сдержанных тонов пришла одежда ярких глубоких цветов. Стиль подготовительных школ и университетов «Лиги плюща» начали использовать и в повседневной жизни. Наиболее характерными предметами того времени стали рубашки Gitman из ткани «оксфорд», шерстяные жилеты Filson, футболки-поло, джемперы Lacoste и Ralph Lauren, лоферы Alden, топ-сайдеры Sperry Top-Sider, мокасины Quoddy. В 1985 году Томми Хилфигер основал бренд Tommy Hilfiger и начал создавать коллекции в стиле преппи.
В 1990-х годах Марк Джейкобс ввёл стиль гранж, что не в лучшую сторону сказалось на популярности преппи.

### Наши дни

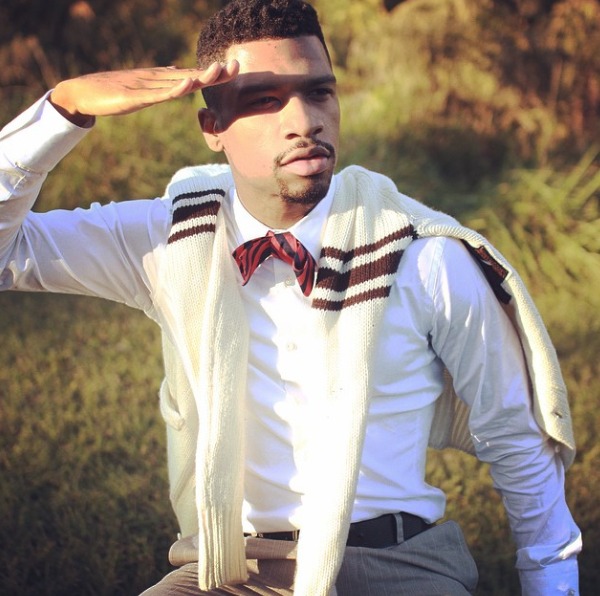
Американский спортсмен и кинематографист Датч, Джонни в стиле преппи.

В наше время преппи, претерпев некоторые изменения, снова оказался на пике популярности. Его выбирают молодые люди, которые хотят выглядеть взрослее и серьёзнее, так как преппи придаёт формальность и деловитость образу человека.
Одежду в стиле преппи в повседневной жизни предпочитают Джастин Тимберлейк, Кейт Миддлтон, Эд Вествик, Эмма Уотсон, Зоуи Дешанель, Крис Браун, Джонни Депп, Уилл Смит, Кейт Мосс, Алисия Сильверстоун, Блейк Лайвли, Роберт Паттинсон, Гвинет Пэлтроу и др. Коллекции в стиле преппи регулярно представляют Tommy Hilfiger, Ralph Lauren, Gant, Lacoste, Burberry, Hermès, MaxMara, Michael Bastian, Brooks Brothers и другие.

## В культуре
В 1970-м году вышел фильм «История любви». Сюжет развивался вокруг отношений студента Гарвардского университета Оливера Барретта IV и Дженнифер Кавиллери, происходившей из рабочего класса. В одном из диалогов девушка назвала Оливера «преппи», тем самым подчеркнув его привилегированный статус в обществе.
Фотоальбом «Take Ivy» Кензуке Исидзу, основателя лейбла одежды Van Jacket в стиле преппи, (впервые опубликован в 1965 году), стал результатом путешествия японского фотографа и трёх авторов в кампусы университетов, входящих в Лигу Плюща.
Второй волной популярности преппи обязан прежде всего очень популярному сериалу «Сплетница», повествующему о нелёгких буднях золотой молодёжи Манхэттена. Особенно часто можно было встретить образы «а-ля преппи» в первых сезонах сериала. Привилегированная частная школа, красивые и богатые юноши и девушки, дорогие наряды от известных домов моды. Благодаря использованию «форменной» одежды некоторые персонажи «Сплетницы» стали иконами стиля. Наиболее удачными считаются образы Чака Басса и Блэр Уолдорф.